# Peter O’Neill
Peter Charles Paire O’Neill (ur. 13 lutego 1965) – papuański polityk, deputowany do parlamentu, minister. Premier Papui-Nowej Gwinei od 2 sierpnia 2011 do 30 maja 2019.

## Życiorys
Peter O’Neill urodził się w papuaskim dystrykcie Ialibu-Pangia. Jest synem australijskiego urzędnika, jego matka pochodziła natomiast z papuaskiej prowincji Southern Highlands. W latach 1972–1977 uczęszczał do szkoły podstawowej Pangia Primary School, następnie kształcił się w szkołach Ialibu High School w Ialibu oraz Goroka High School w Goroka. W latach 1983–1986 studiował rachunkowość i handel na University of Papua New Guinea. W 1989 uzyskał certyfikat zawodowy z rachunkowości (Certified Practising Accountant).
Przed zaangażowaniem się w życie polityczne prowadził działalność biznesową. Do Parlamentu Narodowego dostał się w sierpniu 2002 z ramienia Ludowego Kongresu Narodowego (People's National Congress), reprezentując okręg Ialibu-Pangia. W latach 2002–2003 zajmował stanowisko ministra pracy i przemysłu, a od 2003 do 2004 ministra służb publicznych. W latach 2004–2007 był liderem opozycji.
Po wyborach parlamentarnych w 2007 wszedł w skład koalicji rządowej utworzonej przez zwycięski Sojusz Narodowy. W sierpniu 2007 objął w rządzie Michaela Somare stanowisko ministra handlu i przemysłu. Na początku 2010 po tym, jak Patrick Pruaitch zrezygnował z funkcji ze względu na oskarżenia korupcyjne, zastąpił go na stanowisku ministra skarbu i finansów. W czerwcu 2011 p.o. premiera Sam Abal przywrócił Pruaitcha na urząd. O’Neill objął wówczas stanowisko ministra prac publicznych i transportu. Ruch ten doprowadził do wewnętrznego konfliktu w szeregach koalicji.
2 sierpnia 2011 część parlamentarzystów koalicji, przy poparciu członków opozycji, przyjęła uchwałę o opróżnieniu urzędu premiera, co spowodowane było przeciągającą się nieobecnością premiera Michaela Somare przebywającego na leczeniu w Singapurze. Nowym szefem rządu został wybrany Peter O’Neill, który uzyskał 70 głosów poparcia i 24 głosy przeciw. Tego samego dnia został zaprzysiężony na stanowisku przez gubernatora generalnego Michaela Ogio.
26 maja 2019 premier O’Neill wskutek utraty większości parlamentarnej i pogłębiającego się kryzysu politycznego podał się do dymisji.